# Sossio Pezzullo
Sossio Pezzullo (Frattamaggiore, 2 marzo 1929 – Salerno, 23 febbraio 2012) è stato un politico italiano.

## Biografia
Originario di Frattamaggiore, industriale, fu consigliere di Confindustria a Salerno.
Esponente del Partito Socialista Italiano, è stato sindaco di Eboli e senatore della Repubblica eletto nel collegio di Eboli nella X legislatura, restando in carica dal 1987 al 1992. 
Muore il 23 febbraio 2012 all'età di 82 anni.